# Prémont
Prémont ist eine französische Gemeinde mit 686 Einwohnern (Stand 1. Januar 2022) im  Département Aisne in der Region Hauts-de-France. Sie gehört zum Arrondissement Saint-Quentin, zum Kanton Bohain-en-Vermandois und zum Gemeindeverband Communauté de communes du Pays du Vermandois.

## Lage
Die Gemeinde Prémont liegt an der Grenze zum Département Nord, 23 Kilometer nordnordöstlich von Saint-Quentin und 23 Kilometer südöstlich von Cambrai. Nachbargemeinden von Prémont sind Maretz im Norden, Becquigny im Nordosten, Bohain-en-Vermandois im Osten und Südosten, Brancourt-le-Grand im Süden, Beaurevoir im Südwesten, Serain im Westen sowie Élincourt im Nordwesten. Am Westrand der Gemeinde Prémont stehen sieben Windkraftanlagen als Teil eines interkommunalen Windparks.

## Geschichte
Im Ersten Koalitionskrieg kämpfte Jean-Baptiste Bernadotte, der spätere König Karl XIV. Johann von Schweden und Norwegen, am 17. April 1794 in Prémont an der Spitze einer Halbbrigade der Armée du Nord, der Armee der ersten französischen Republik, gegen die Österreicher.
Während des Ersten Weltkriegs war das Dorf vom 28. August 1914 bis zum Oktober 1918 von deutschen Truppen besetzt. In dieser Zeit lag Prémont von der unmittelbaren Frontlinie entfernt und diente als Stützpunkt für die deutsche Armee.
Der Ort wurde am 8. Oktober 1918 nach harten Kämpfen von der 30. US-amerikanischen Division befreit. Die mehr als 500 deutschen und alliierten Soldaten, die bei diesen Zusammenstößen fielen, sind auf dem Soldatenfriedhof an der Route de Bohain begraben.
Angesichts der Leiden der Bevölkerung in den vier Jahren der Besatzung und der schweren Beschädigungen der Gebäude wurde der Ort am 17. Oktober 1920 mit dem Croix de Guerre 1914–1918 ausgezeichnet.

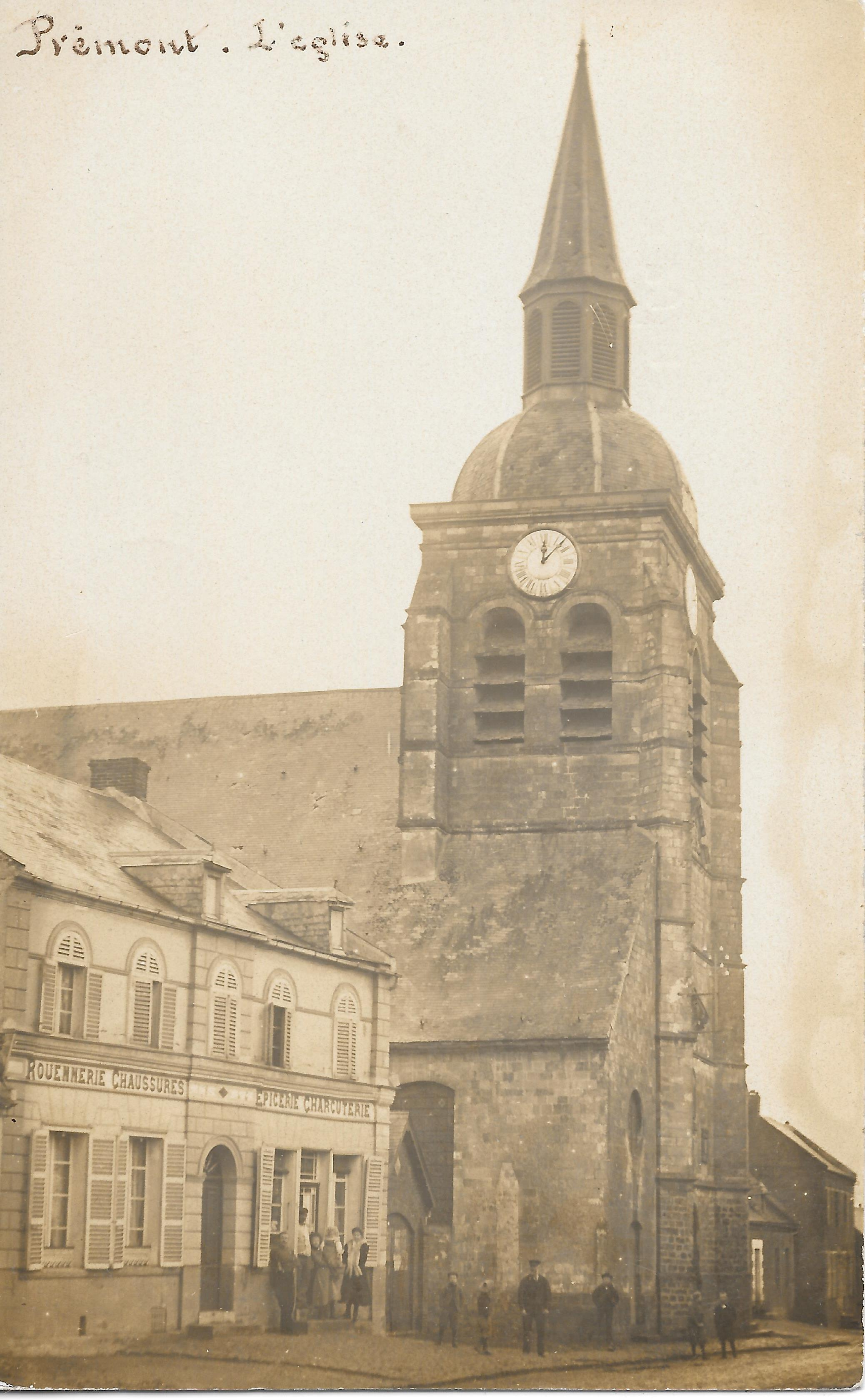
Die alte, im Oktober 1918 zerstörte Dorfkirche
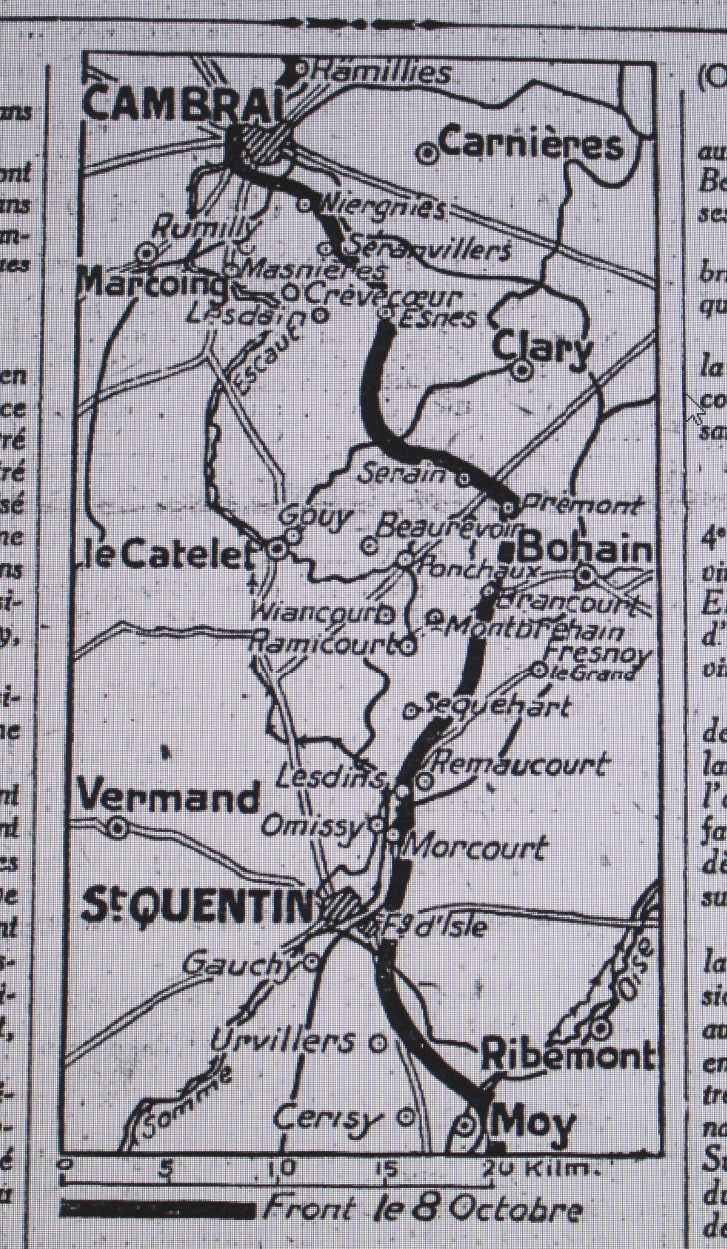
Karte des Frontverlaufs am 8. Oktober 1918

### Bevölkerungsentwicklung
| Jahr                       | 1962 | 1968 | 1975 | 1982 | 1990 | 1999 | 2006 | 2015 | 2022 |
| Einwohner                  | 817  | 750  | 707  | 701  | 675  | 714  | 718  | 714  | 686  |
| Quellen: Cassini und INSEE |      |      |      |      |      |      |      |      |      |

## Sehenswürdigkeiten

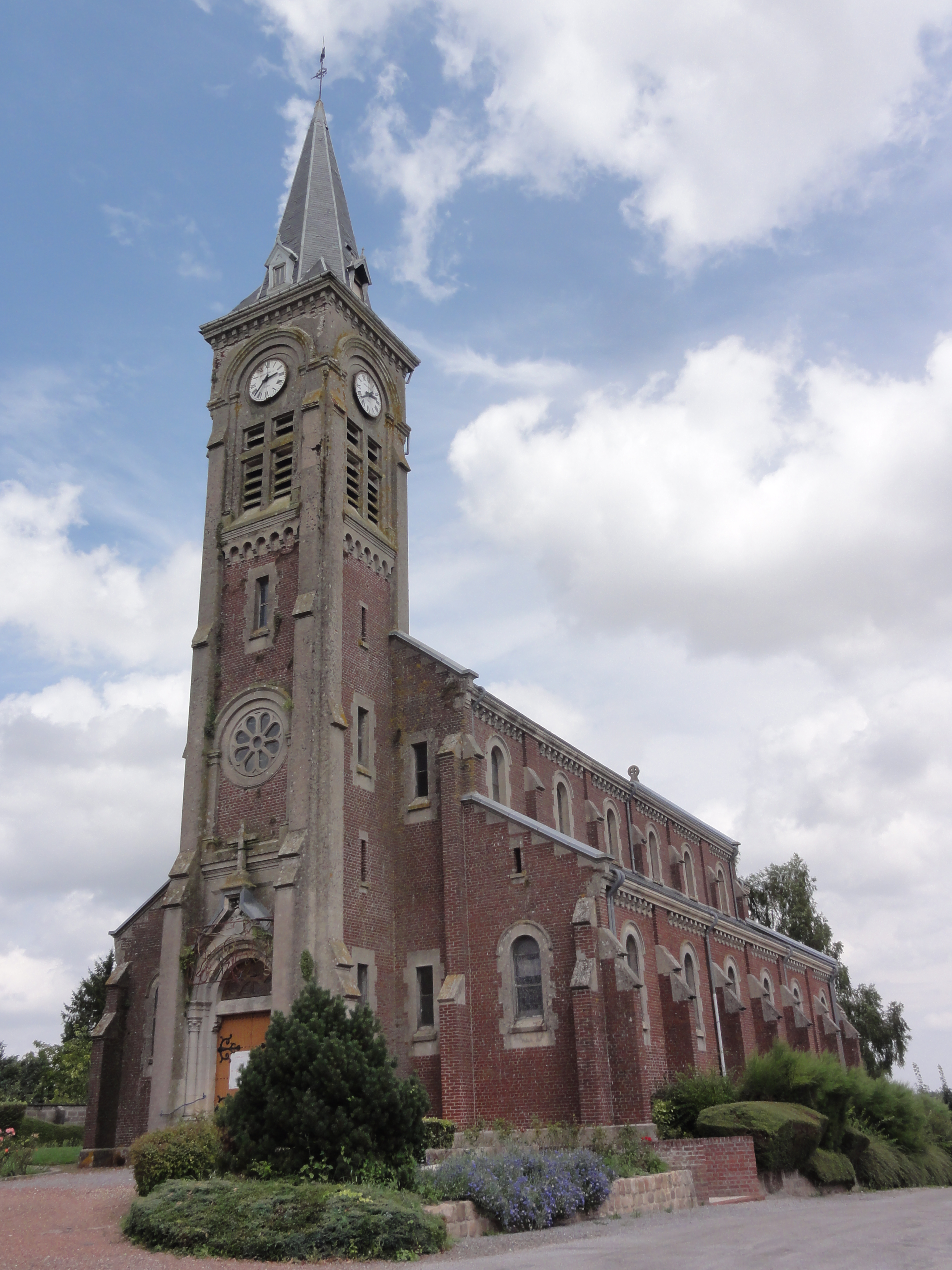
Kirche Saint-Germain
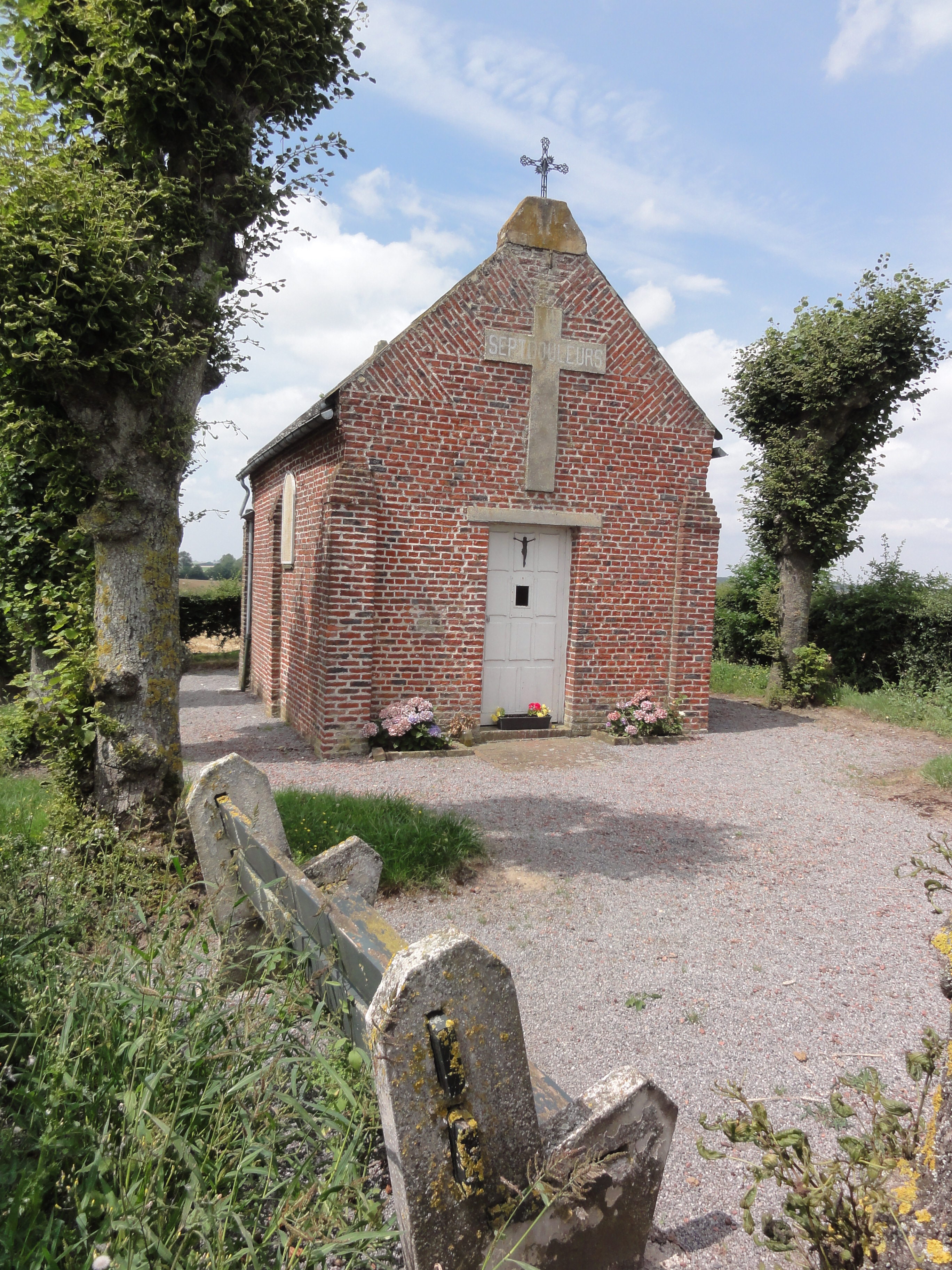
Kapelle Notre-Dame-des-Sept-douleurs
- Wasserturm
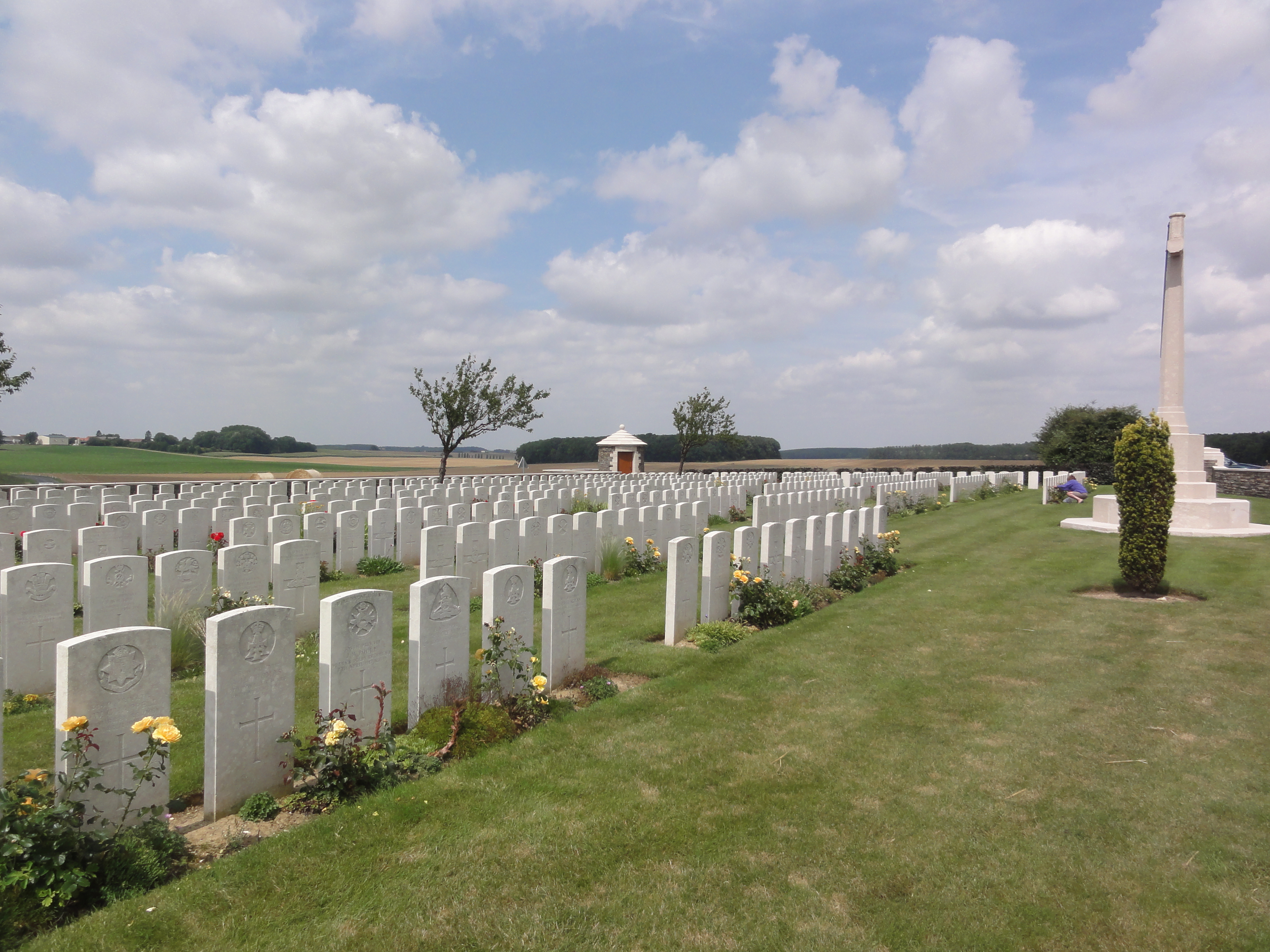
Soldatenfriedhof des Commonwealth

- Kirche Saint-Germain
- Kapelle Notre-Dame-des-Sept-douleurs
- Commonwealth-Soldatenfriedhof